# Колесников Петро Васильович
Петро́ Васи́льович Коле́сников (25 листопада 1897 , Велика Вергунка, Слов'яносербський повіт, Катеринославська губернія, Російська імперія  — невідомо ) — український державний діяч. Депутат Верховної Ради УРСР першого скликання (1938–1947). Кандидат у члени ЦК КП(б)У (1938–1940).

## Біографія
Народився 25 листопада 1897 року в багатодітній родині робітника в селі Велика Вергунка, нині район Луганська, Луганська область, Україна. Батько більше 30 років працював на Паровозобудівному заводі Гартмана (тепер «Луганськтепловоз»), помер 1926 року. Після закінчення початкової сільської школи з 1911 року почав працювати на залізниці, у 1913–1918 роках — токарем на заводі Гартмана.
Член РСДРП(б) з 1917 року.
У 1918 році добровольцем поступив у червоногвардійський загін Ворошилова, брав участь у боях проти німецьких військ, був поранений біля станції Основа, після одужання — у Червоній армії, воював на бронепотязі № 29 «Комуніст» 10-ї армії. У 1920 році — слухач військових курсів у Москві.
Після демобілізації з 1922 року працював на Луганщині.
1923 року був направлений на навчання в Харків, закінчив робітфак Харківського технологічного інституту, у 1930–1933 роках працював у Авіадизельному інституті в Харкові.
У 1933–1937 роках — директор машино-тракторної майстерні, село Білий Колодязь, Харківська область. 
З січня 1938 року — голова Куп'янського районного виконавчого комітету, з травня 1938 року — 1-й секретар Куп'янського районного комітету КП(б) України Харківської області.
Делегат XIV з'їзду КП(б) України, 13–18 червня 1938 року.
26 червня 1938 року обраний депутатом Верховної Ради УРСР першого скликання по Куп'янській виборчій окрузі № 255 Харківської області.
З квітня 1940 року — старший технолог експериментального цеху, начальник експериментально-тракторної станції Харківського тракторного заводу (ХТЗ).
З вересня 1941 року, під час Великої Вітчизняної війни, в евакуації в Сталінграді, пізніше в Рубцовську Алтайського краю, працював на тракторних заводах. У березні 1944 року був нагороджений медаллю «За трудову відзнаку».
У 1944 році повернувся з евакуації до Харкова, працював головою будкому 3-го будівельного управління відбудови ХТЗ. 

## Нагороди
- медаль «За трудову відзнаку» (05.03.1944)